# 中華民國空軍防空七九三旅
空軍防空第七九三旅，簡稱防空七九三旅，隸屬於空軍防空暨飛彈指揮部，為防空部下轄的一個防空作戰旅級單位，主要專責北臺灣空域的防空任務，尤其衛戍臺北都會區領空，被稱為北臺灣防護罩
。

## 防空部署
防空七九三旅下轄有3個防空飛彈營，1個防空砲兵營和1個飛彈綜合保修廠，分別是防空501營、防空611營、防空614營、防空631營等4個營以及防空暨飛彈綜合保修第三廠。防空631營配備愛國者三型飛彈，駐地分別是臺北南港、新北萬里、新北新店和新北泰山；配備愛國者二型與三型飛彈駐地是桃園八德。防空614營配備天弓三型防空飛彈，駐地是新北淡水；配備天弓一型、天弓二型、天弓三型飛彈駐地是新竹北區。防空611營配備天弓一型與天弓二型飛彈，駐地是新北三芝。防空501營則是防空砲兵營，配置國造T-82雙聯裝防空炮和車載劍一防空飛彈，駐地是臺北松山。防空暨飛彈綜合保修第三廠駐地是新北市泰山。
國軍買了3套國家先進地對空飛彈系統三型，第一套2025年運交，未來將部署在臺北松山和新北淡水，提升首都圈的防空能力。

## 組織
- 旅長 上校 一位
  - 副旅長 上校 一位
  - 參謀主任 上校 一位
    - 防空501營營長 中校 一位
    - 防空611營營長 中校 一位
    - 防空614營營長 中校 一位
    - 防空631營營長 中校 一位
    - 綜合保修三廠廠長 中校 一位

## 圖片集

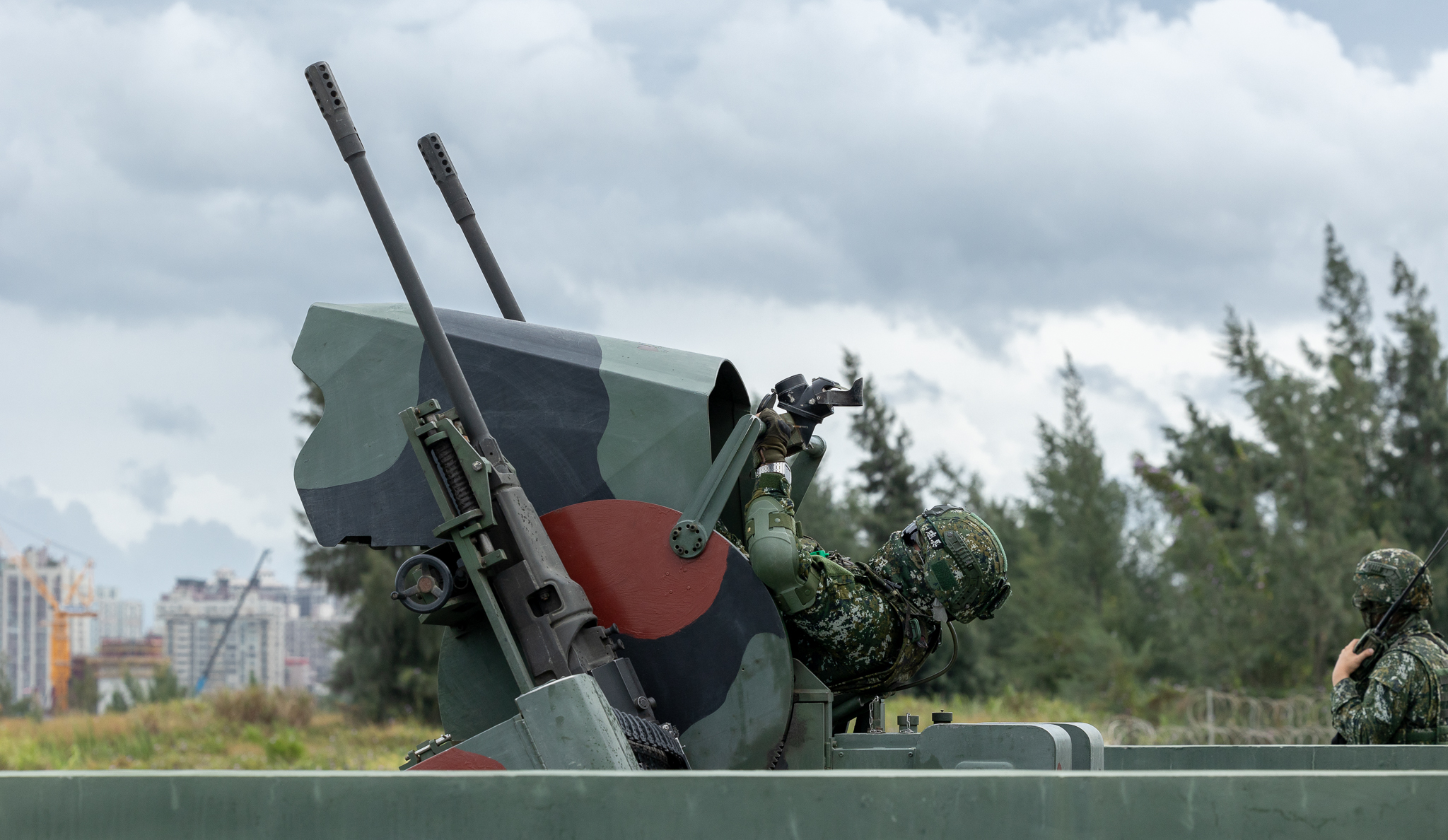
T-82F固定雙聯裝防空炮
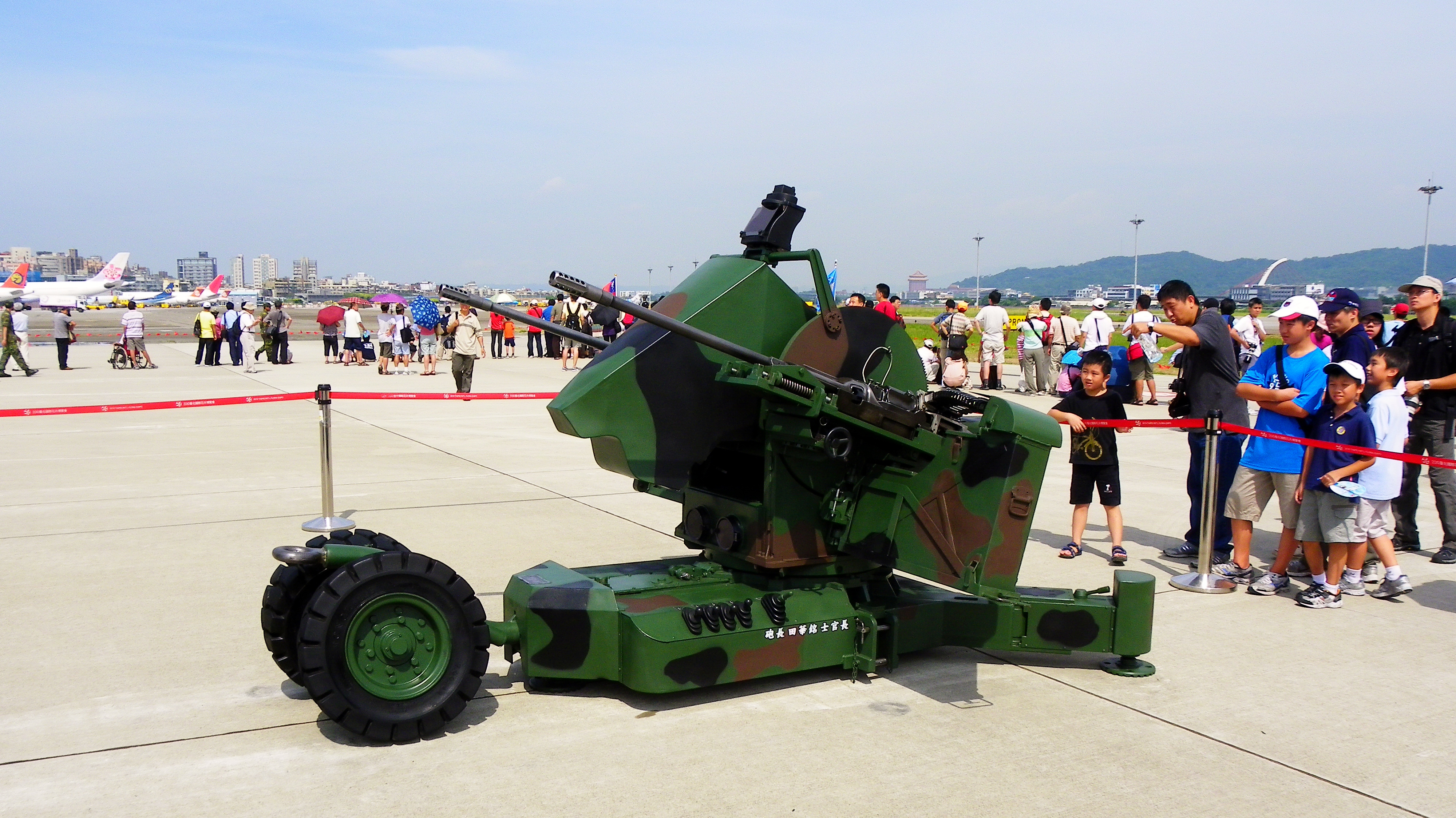
T-82T機動雙聯裝防空炮
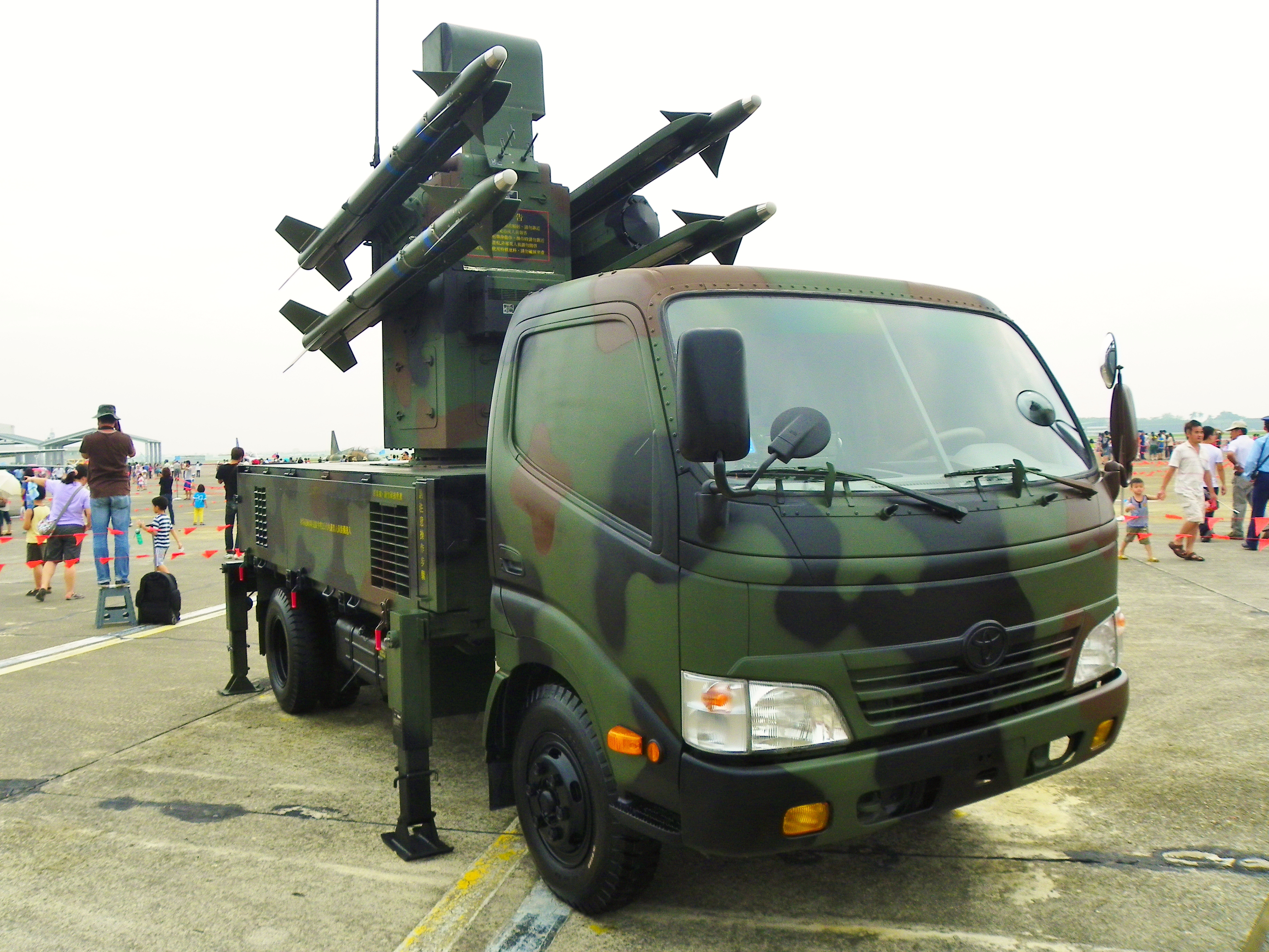
捷羚防空飛彈系統
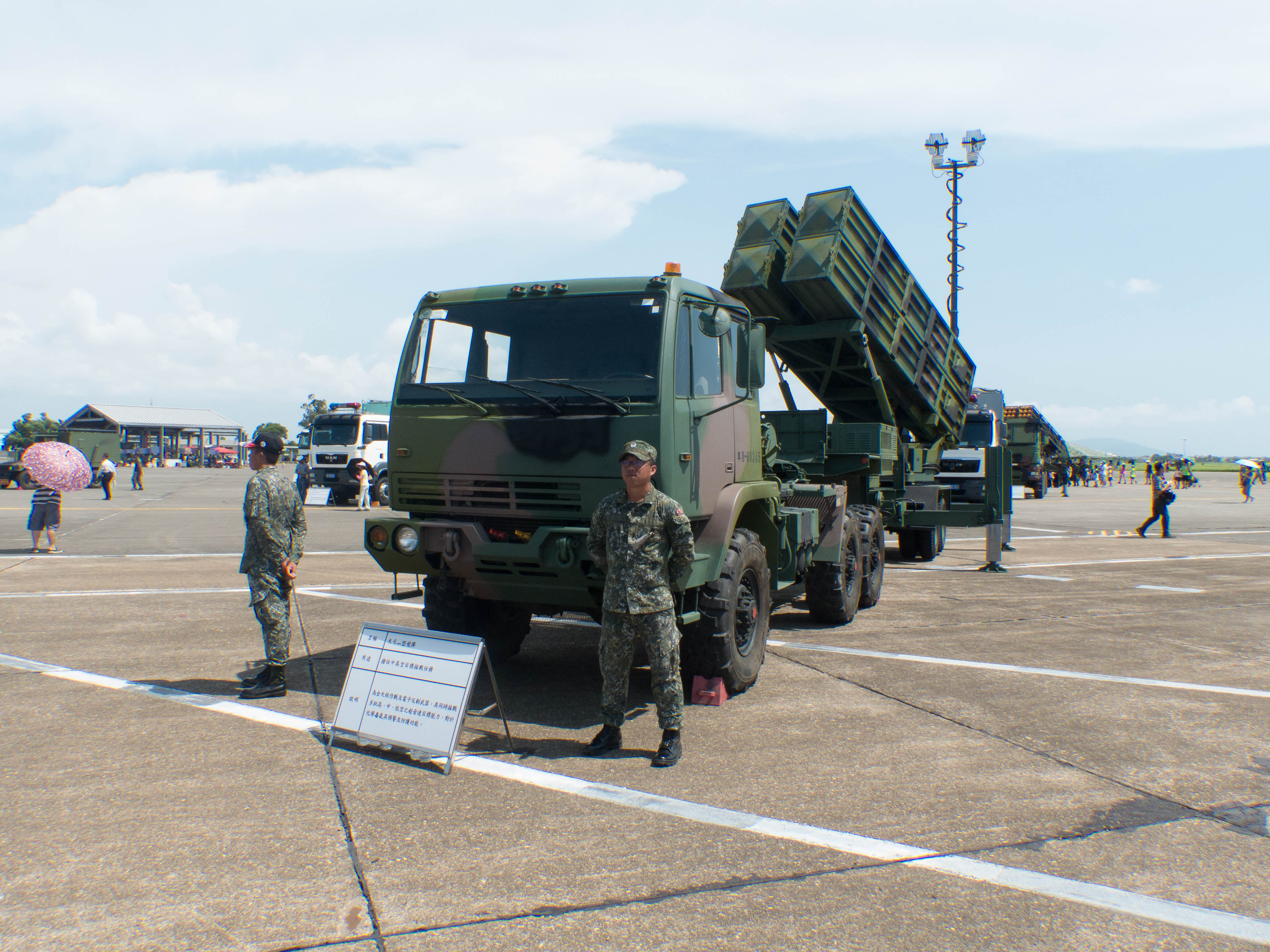
天弓二型防空飛彈
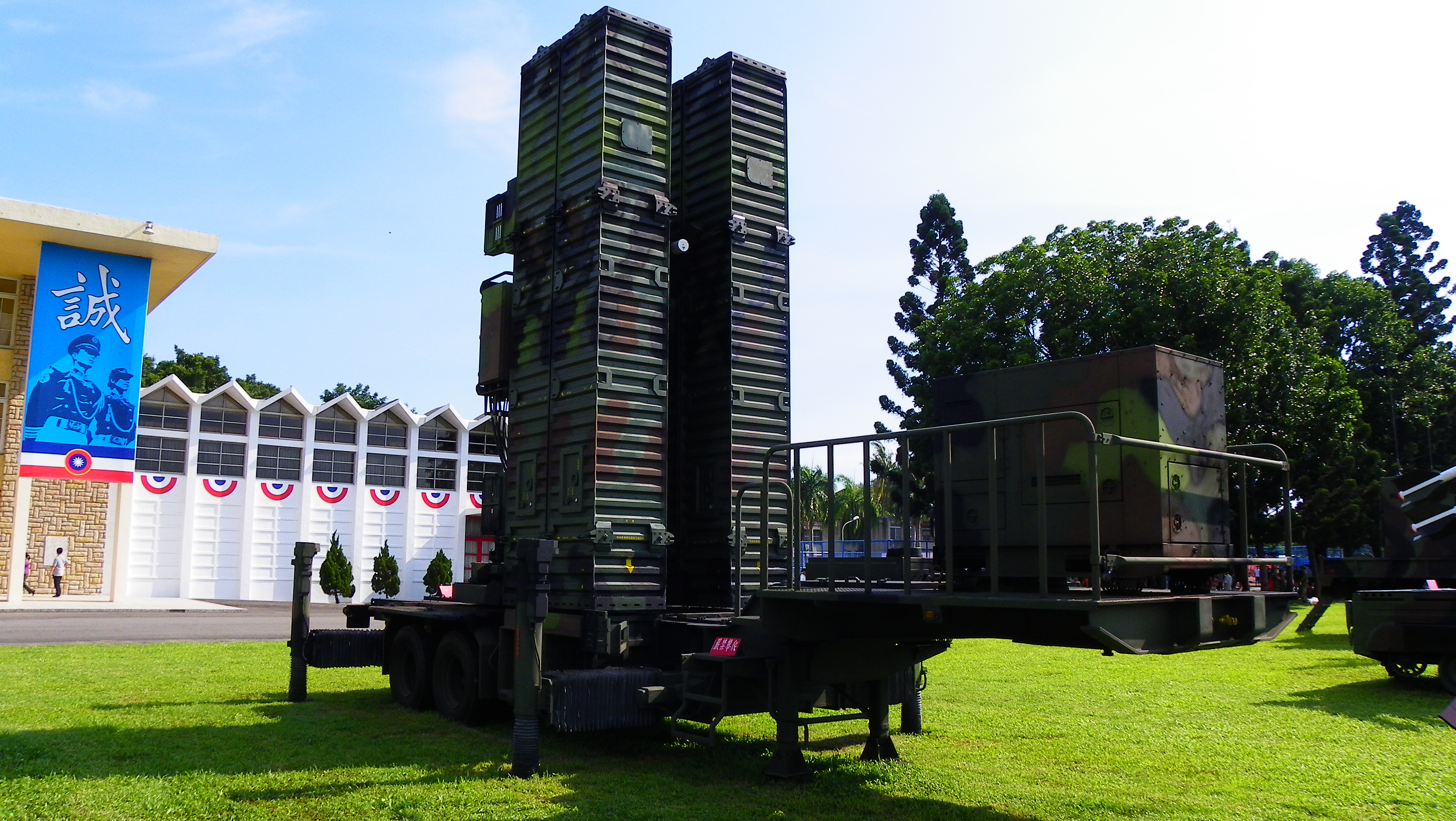
天弓三型防空飛彈
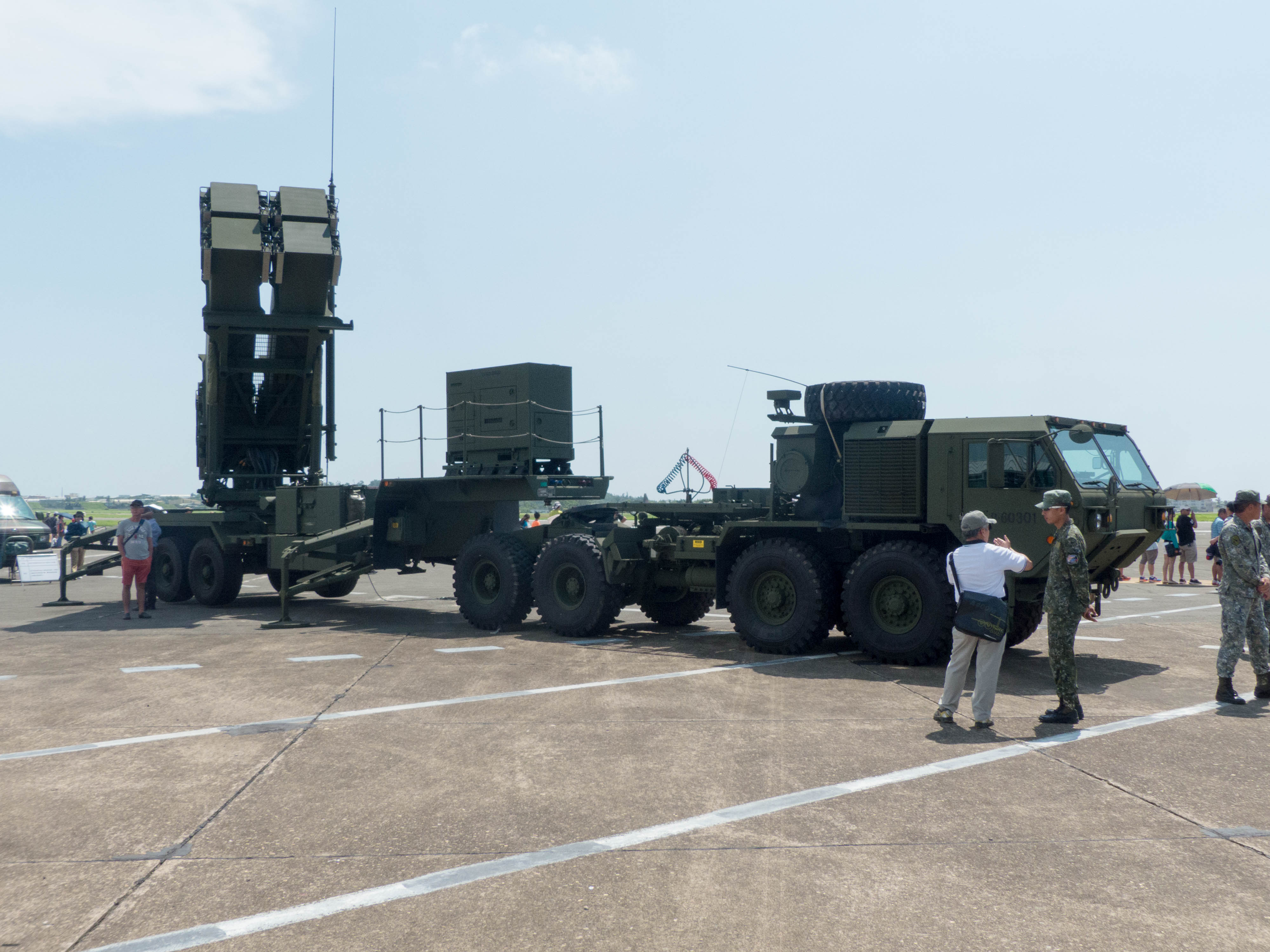
MIM-104F（PAC-3）愛國者三型防空飛彈